# Antoni Bibiloni Palmer (Bibi)
Antoni Josep Bibiloni Palmer (Palma de Mallorca, 1962) es un dibujante, viñetista y caricaturista español conocido conocido con el seudónimo Bibi. Comparte seudónimo con su padre, Josep Bibiloni Gelabert, antiguo jugador del CD Atlético Baleares.

## Biografía
Aunque Bibi era buen estudiante, no dejaba de hacer dibujos en su libreta especial y a pesar de que algún que otro profesor le dijera que pintando monigotes no iba a ganarse la vida, no le costaba arrancar la hoja en la que le había dibujado para regalársela.
Sus inicios profesionales fueron como aprendiz en la primera agencia de publicidad que se abrió en Mallorca; tenía tan sólo diecisiete años cuando le contrataron en el entonces Diario de Baleares para realizar el dibujo humorístico de la actualidad, hecho que le convirtió en el dibujante periodístico más joven de España. Para esta publicación estuvo haciendo la viñeta diaria hasta el año 2012, compaginando esta actividad con la de diseñador de carteles, campañas publicitarias y logotipos, siendo los más conocidos los de Canal 4 TV (Islas Baleares), Radio Balear, "Cançons per la Mediterrànea", s'Albufera Parc Natural etc. Durante años también colaboró en La Hoja del Lunes,en el Informatiu de la Pimem, en Desarrollo, en "La Prensa de Ibiza" y en el "Periódico de Ibiza". Como dibujante estuvo trabajando en los juicios en los que no se dejaba entrar a los fotógrafos de prensa.
Ha intervenido en programas de entrevistas para las televisiones locales, realizando en directo las caricaturas de los personajes que eran entrevistados y él mismo, también ha sido entrevistado en la televisión y la radio hablando de su trabajo. Es frecuente oírle decir:"Los periodistas escriben titulares,yo los dibujo. Una viñeta es un artículo dibujado y naturalmente en las mías intento provocar reflexión,crítica o sonrisa, todo depende del momento."

Desde las Navidades de 1998 hasta las de 2010 estuvo realizando maratones de caricaturas a beneficio de los niños con cáncer (ASPANOB). 

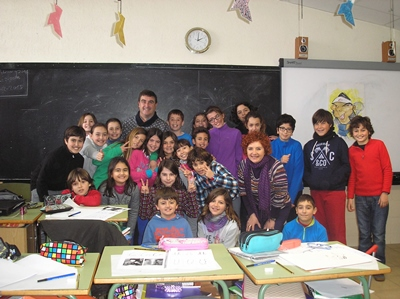
Al terminar el taller

En 2003 inició su labor docente colaborando con el IMFOF y dando talleres en colegios de Palma, actividad que en la actualidad compagina con las colaboraciones en el Daily Bulletin y Última Hora.

## Técnica
Básicamente dibuja sobre papel o cartulina, con rotuladores de distintos grosores cuando se trata de las caricaturas hechas al momento y sin boceto previo, pero para obras de mayor envergadura emplea acuarela, témpera y guache utilizando pinceles, espátulas o cualquier otro elemento que necesite. 
Su trazo es rápido y decidido,a veces minucioso, a veces sugerente. Su tipo de caricatura, no intenta reflejar la realidad,sino conseguir mediante la exageración de los rasgos físicos, el punto que hace a una persona singular y diferente de la otra.
Sus viñetas entran en la actualidad política con la misma ironía que inciden en la vida cotidiana; tiene un personaje recurrente:El presentador del informativo y una marca fija:Ripoll.
Tiene establecido su propio récord de caricatura rápida,en un minuto treinta segundos.

## Publicaciones
- 2002 - Ilustraciones para el manual APUNTES PARA LAS PRÁCTICAS DE COCHE y la página web EN BUSCA DEL CARNET Archivado el 14 de enero de 2022 en Wayback Machine.
- 2003 - XESC, UN ACTOR 24 CARES.
- 2006 - Ilustraciones del libro PARLANT EN PLATA (Editorial Moll).
- 2015 - Ilustraciones del libro GLOSES TROTANT deJoan Bibiloni, músico.

## Exposiciones
- 1987 - PERSONATGES DE MALLORCA: 1ª edición de caricaturas de personajes célebres mallorquines, o extranjeros importantes vinculados a la isla (Camilo José Cela, Bruno Kreisky etc en Obra Social La Caixa-Plaza Espanya(Palma).
- 1989 - PERSONATGES DE MALLORCA: 2ª edición en la sala de exposiciones Banca March (Palma).
- 1991 - PERSONATGES DE MALLORCA: 3ª edición en Banca March.
- 1993 - PERSONATGES DE MALLORCA: 4ª edición en Banca March.
- 1999 - El Centro de Cultura de s'Escorxador(Palma) acogió la exposición de LA CARICATURA MÁS LARGA DEL MUNDO (120 metros).
- 1995 - QUIN MÒN!: Miscelánea de viñetas a color (la actualidad como temática), en la Sala de exposiciones del Casino de Mallorca; El Garito Café(Palma);El Gallo Café(Palma);Sala de exposiciones La Caixa (Ibiza) y en el antiguo Centro Penitenciario de Palma.
- 2000 - BATLES DE MALLORCA: Caricaturas de los 53 alcaldes de Mallorca, en la Sala de exposiciones de la Banca March.
- 2002 - PINTORS PINTATS: Casal Balaguer (Palma), Ca'n Gelabert (Binisalem), Claustro Santo Domingo (Pollensa).
- 2003 - XESC: Serie de 24 caricaturas de gran formato, de Xesc Forteza, expuestas permanentemente en el teatro que Palma dedicó al actor mallorquín.

- 2016  - GENT D'AQUÍ I D'ALLÂ : Selección de 100 caricaturas en blanco y negro de gente corriente, que ilustraron las entrevistas realizadas para  el periódico ÚLTIMA HORA de Palma de Mallorca entre 2015-2016 en la sección "Lo que ud. me diga". Museo de Arte Contemporáneo de La Puebla (Mallorca)

## Galardones

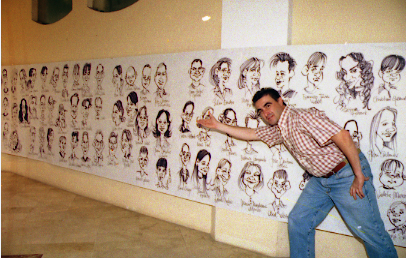
La caricatura más larga

- 1998: Record Guinness a la caricatura más larga con 1.384 personas caricaturizadas.
- 2002: Premio Internacional de Humor Gat Perich en la modalidad Premio de Honor por su trayectoria profesional.